# Heartthrob
Heartthrob conocido en América Latina como Los Latidos del Corazón y en España bajo la traducción de El amor es el primer episodio de la tercera temporada de la serie de televisión estadounidense Ángel. Escrito y dirigido por David Greenwalt. Se estrenó originalmente el 24 de septiembre de 2001, dos semanas después de los Atentados del 11 de septiembre de 2001.
En este episodio Ángel trata de recuperarse de la muerte de Buffy, mientras lidia con James un vampiro sediento de venganza que busca vengar la muerte de su novia que el vampiro con alma mató recientemente.  

## Argumento
Wesley, Gunn y Cordelia llegan al Hyperion luego de una batalla contra unos demonios discutiendo sobre los desacuerdos de su trabajo, de Fred y del retiro de su jefe a Sri Lanka para poder superar la tragedia de perder a Buffy. En Sri Lanka, Ángel derrota a unos demonios monjes en un templo.
Al día siguiente Ángel regresa al Hyperion y le trae regalos a todos sus empleados. Cordelia tiene una violenta visión de unos vampiros matando a unos muchachos en una fiesta y llevándose a otros como rehenes. Ángel, Wesley y Gunn van a enfrentarse a los vampiros, pero llegan tarde. Ángel usa sus instintos para rastrear a los vampiros y consigue detener el vehículo donde se encontraban escapando. Durante la batalla Ángel mata a una vampiresa que al parecer conocía a Ángel y este la reconoce como Elizabeth tras arrebatarle su collar.  
Ángel entonces les cuenta a sus empleados que en Francia en 1767, él y Darla alguna vez tuvieron como compañeros a James y a Elizabeth, una pareja de vampiros "enamorados". Mientras escapan del cazavampiros Holtz, antes de separarse de las mujeres para cubrir más terreno, James roba un collar de una tienda y se lo entrega a su amada. Antes de que los vampiros varones puedan continuar su viaje solos, son interceptados por Holtz y sus hombres.   
En el presente, Ángel se niega a seguir contando el resto de la historia, pues está convencido de que James pronto buscará venganza por lo de Elizabeth. En otra parte de Los Ángeles, James se entera de la muerte de su amada, mata al vampiro que se lo contó y recurre a la ayuda de un misterioso doctor demonio llamado Gregson. James le pide la "cura" del vampirismo aceptando las posibles e irrevocables consecuencias de sus decisiones. En Caritas, Wesley y Gunn recurren a Merl para pedirle información sobre James, Merl les dice que James esta en la ciudad y que ha visto al Dr. Gregson.
En el Hyperion, Ángel trata de deshacerse de Cordelia, preocupado por su seguridad. Pero esta le exige que le cuente que pasó con Holtz: De nuevo en Francia, Ángelus, aún molesto por la vez que Darla lo abandonó para salvar su propia vida en la granja en llamas y buscando vengarse, le comenta la ubicación de la misma, a pesar de las quejas de James ya que Elizabeth se encontraba con Darla. Los dos vampiros comienzan a pelear y aprovechan la ocasión para distraer a Holtz y escapar. Una vez que se detienen en un callejón, James se va a buscar a Elizabeth. 
Ángel se muestra muy preocupado por la seguridad de Cordelia y le exhorta que se vaya a su hogar mientras sea de día cuando al hotel llega James y comienza a pelear contra Ángel. Después de una dura batalla, Ángel estaca a James, pero este último se regenera y aún con luz del sol no muere. Ángel y Cordelia se ven obligados a huir por las alcantarillas. Mientras se esconden, Cordelia recibe una llamada de Wesley, quien le informa que James es invencible porque se removió el corazón, pero que el efecto es tan solo temporal. Antes de poder explicar cuanto tiempo dura, la llamada se interrumpe y los dos son encontrados por James, quien los persigue hasta un metro subterráneo.   
Creyendo estar a salvo, Ángel y Cordelia vuelven a ser atacados por James en el interior del metro donde trata de matar a Cordelia, creyendo que es la mujer que ama. Ángel pelea contra el y le explica que la chica que amaba está muerta. James no le cree, argumentando que de ser así, el hubiera buscado morir también y se convierte en cenizas. De regreso en el Hyperion Ángel le comenta a Cordelia que lo que James dijo es cierto y cree que está traicionando a Buffy al no querer alcanzarla en la muerte. Cordelia lo apacigua exclamando que él la está honrando.
En un bar en Puerto Cabezas, Nicaragua, un hombre se reúne con Darla dándole una información sobre un shaman y después trata de coquetearle, llamándola una mujer de dos sorpresas. Darla mata al hombre mostrándole su sorpresa número uno como una vampiresa, y se retira del bar revelando su sorpresa número dos: está embarazada.

## Producción
La WB Network comenzó a transmitir la serie en formato Letterbox desde este episodio. El diseñador de producción Start Blatt comento que el templo de Sri Lanka fue uno de los set más divertidos que construyeron ese año.

## Continuidad
- Aunque no se confirmó nada al respecto, este episodio podría tener un pequeño Crossover con la quinta temporada y sexta de Buffy, al presentar a Ángel sufriendo por la muerte de Buffy y creyendo que es un hecho permanente.
- Darla revela estar embarazada en América central.
- Daniel Holtz por fin aparece en la serie, aunque solo en un flashback antes de convertirse en el principal antagonista de la temporada.
- Merl menciona los abusos físicos que sufre cuando Ángel está cerca (Blood Money).

## Recepción
Julie Benz comento que "el embarazo fue el momento más emocionante de tanto de su personaje Darla como el de su carrera". "Descubrí que fue el momento más 'wow!' que tuve con ella. Siempre bromeábamos que podría embarazarse, pero siempre fue broma!"